# 자유만세

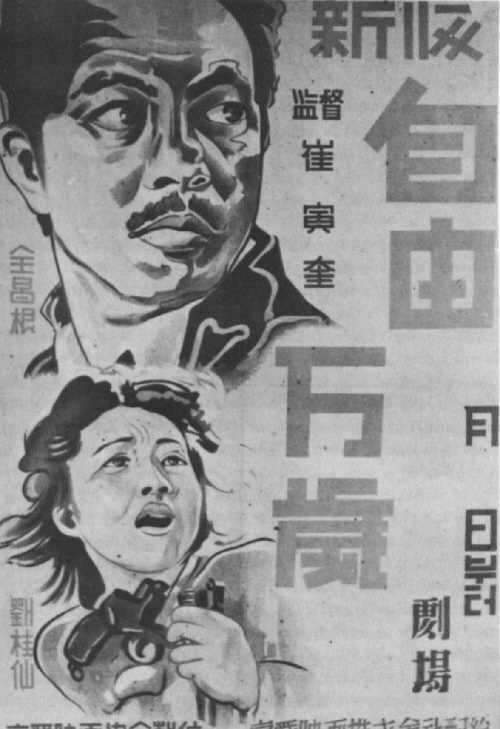
자유만세의 대체 포스터

《자유만세》(自由萬歲)는 최인규 감독, 전창근 각본의 1946년 한국의 흑백영화이다.

## 줄거리
일제하에서 조국 광복을 위하여 지하공작을 하던 전창근이, 어느날 일경에 쫓기다가 총상을 입고 엉겁결에 아무 집이고 막 뛰어들어가 숨게 된다. 간호원인 그 집 딸 황려희가 그를 숨겨 주어 위기에서 구출된다. 두 사람은 어느새 사랑으로 발전해 갔지만, 전창근은 이미 조국 광복에 몸바친 몸이기에 사랑도 외면해야 될 신세였다. 그러던 어느날 그들은 일경에게 발각되어 최후까지 분전하다가 조국광복을 눈앞에 두고 장렬하게 죽고 만다.

## 개요
광복 후 제작된 본격적인 극영화로서, 흥행에 있어서 큰 기록을 수립한 작품이었다. 36년 간이라는 식민지 치하에서 자유를 갈구해 왔던 대중들은 너나 할 것 없이 한편의 영화에 깊이 감동해 버렸기 때문이다. 신상옥이 이때 미술부에서 일하고 있었다. 광복기를 장식하는 가장 괄목할 만한 영화였다.

## 출연
- 전창근 - 최한중
- 유계선 - 미향
- 황려희 - 혜자
- 김승호
- 복혜숙
- 한은진
- 하연남
- 윤봉춘
- 강계식
- 전택이
- 송억
- 독우영
- 김복자

## 제작
- 기획·제작: 최완규
- 각본: 전창근, 최인규
- 감독: 최인규
- 촬영: 한형모
- 조명: 김성춘
- 편집: 양주남
- 음악: 박태현, 조백봉
- 미술: 정경준
- 녹음: 조종국
- 음향: 심재훈
- 현상·인화: 한국영화문화협회
- 제작: 고려영화협회
- 배급: 동신영화공사

## 일화
- 중국에 소개된 이 영화를 보고 장개석(蔣介石) 당시 국민정부 주석은 「자유만세, 한국만세(自由萬歲, 韓國萬歲)」라는 휘호를 썼다고 한다.[1]